# Freda Wuesthoff
Freda Wuesthoff (* 16. Mai 1896 in Leipzig als Freda Anna Lina Eugenie Hoffmann; † 5. November 1956 in München) war eine deutsche Patentanwältin und Pazifistin. Sie war eine der Mitbegründerinnen der organisierten Friedensbewegung in Deutschland.

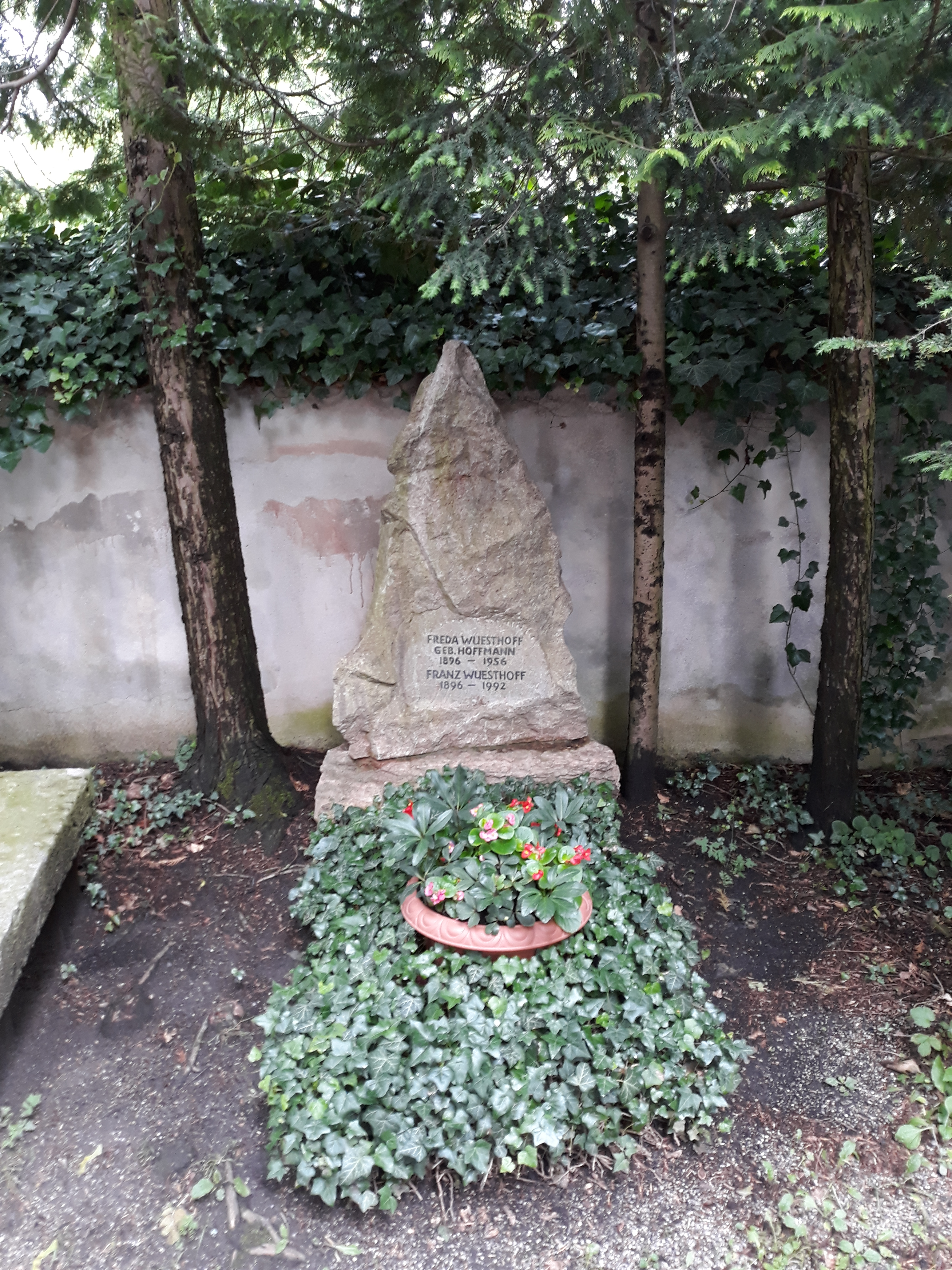
Grab von Freda Wuesthoff und ihrem Ehemann Franz auf dem Bogenhausener Friedhof in München

## Leben
Freda Hofmann stammte aus einer bürgerlichen Familie, 1914 machte sie ihr Abitur. Anschließend studierte sie Physik, Chemie und Mathematik, unter anderem in Berlin und Heidelberg, und promovierte in München. 1924 leitete sie die physikalische Abteilung des Instituts für Zuckerindustrie. Gemeinsam mit ihrem Verlobten, Franz Wuesthoff, machte sie danach eine Ausbildung zum Patentanwalt, welche sie im Jahre 1927 erfolgreich abschloss. Sie war damit die erste Frau, die in Deutschland Patentanwalt wurde. Zusammen mit Franz Wuesthoff gründete sie im Jahre 1927 in Berlin die Patentanwaltskanzlei Wuesthoff & Wuesthoff, deren Büro sie nach der Übersiedelung des Deutschen Patentamtes 1949 ebenfalls nach München verlegten. Die Kanzlei spezialisierte sich auf Sortenschutz, d. h. Schutzrechte für Pflanzenneuzüchtungen.

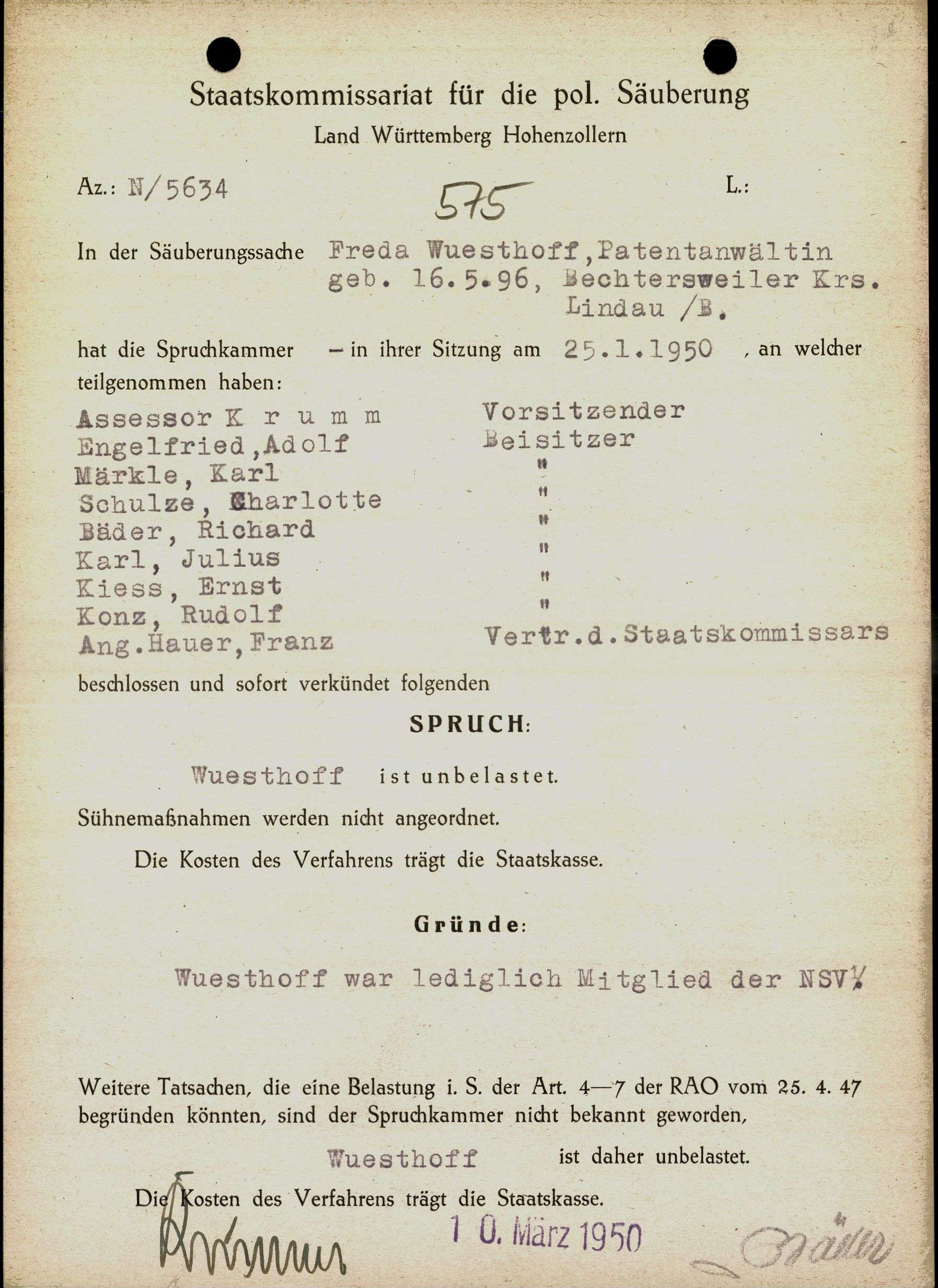

Zur Zeit des Nationalsozialismus durfte sie als so genannte „Halbjüdin“ ihrer Berufstätigkeit nicht nachgehen. Die Abwürfe der Atombomben auf Hiroshima und Nagasaki brachten sie zur Friedensarbeit. Die promovierte Physikerin warnte die deutsche Öffentlichkeit vor den Gefahren der Kernenergie. Sie gründete den „Stuttgarter Friedenskreis“, in dem sie gleichgesinnte Frauen aus ganz Deutschland versammelte. Der Friedenskreis setzte sich für Friedensförderung ein, formulierte Friedensartikel für Verfassungen einiger Bundesländer und des Grundgesetzes und entwarf ein Arbeitsprogramm für den Frieden an den deutschen Schulen. Wuesthoff arbeitet dabei u. a. zusammen mit: Agnes von Zahn-Harnack, Elly Heuss-Knapp, Marie Elisabeth Lüders, Gertrud Bäumer und Theanolte Bähnisch. Letztere gründete 1949 den Deutschen Frauenring, in dem Wuesthoff verantwortlich mitarbeitete, zunächst als Leiterin der „Friedenskommission“, dann als dessen offizielle Referentin für Atomfragen. In dieser Eigenschaft war sie bis zuletzt Mitglied der Strahlenschutzkommission der Bundesregierung. Daneben war Freda Wuesthoff auch wieder in ihrem Beruf tätig, u. a. in verschiedenen Kommissionen für gewerblichen Rechtsschutz. Im Rahmen der Entnazifizierung wurde sie 1950 vom "Staatskommissariat für die politische Säuberung" als unbelasted eingestuft, jedoch wird eine Mitgliedschaft im NSV erwähnt.
Freda Wuesthoff starb am 5. November 1956 in München an einer Embolie infolge eines schweren Armbruchs. Sie ist auf dem Bogenhausener Friedhof begraben.

## Schriften
- 1957: Atomenergie und Frieden (mit Franz Wuesthoff)
- 1957: Es ist keine Zeit mehr zu verlieren (mit O. Maier)
- 1958: Wir haben die Wahl (mit Franz Wuesthoff)

## Ehrungen

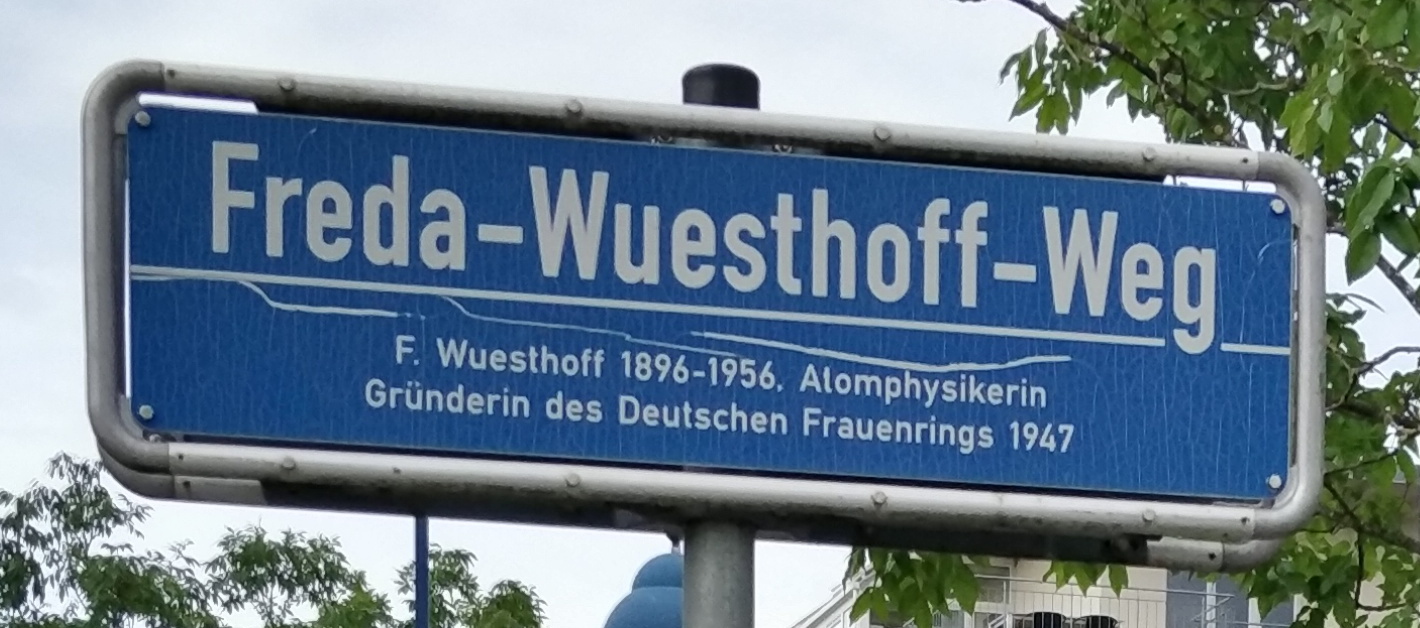
Straßenschild in Freiburg

Nach Freda Wuesthoff ist der Freda-Wuesthoff-Weg in München-Bogenhausen benannt.
Ebenso gibt es im  Freiburger Stadtteil Rieselfeld den nach ihr benannten Freda-Wuesthoff-Weg und die Freda-Wuesthoff-Straße in Lemgo.